# デヴィッド・ラザルス
デヴィッド・ラザルス は、アメリカ合衆国のビジネスと消費者問題のコラムニストで有力紙ロサンゼルス・タイムズにて執筆していたが2022年1月28日の記事を最後に、それまでも出演していたKTLA放送局に専念することとなった。なお、ロサンゼルス・タイムズ新聞社には2007年の8月に入社していた。

## 生い立ちと学歴および海外滞在歴
ニューヨーク州バッファロー市に生まれた。少年期はカリフォルニア州南部ヴェンチューラ郡オーハイ町のオーハイ・ヴァリー校とロサンゼルス郡サンタモニカ市 のクロスローズ校に学び、高校卒業後サンフランシスコ湾岸地区バークリー市のカリフォルニア大学バークレー校（略称UCバークリー）に進学、歴史学専攻で学士（BA）を取得。卒業後は、12年にわたり、アテネ、バンコック、東京に滞在した。

## 記者活動
デヴィッド・ラザルス（ニックネームは「ラズLaz」）の署名で （ロサンゼルス・タイムズ）にビジネス・トピックスや消費者問題を執筆。例えば、YouTube、 AT&T、 BMWカスタマー・サービス問題などがある。
2007年にLAタイムズ社のスタッフとして入る前は、コラムニストとしてサンフランシスコ・クロニクル紙にて執筆、夜間ラジオ番組「トーク・ラジオ」のホストとして、サンフランシスコ地区のラジオ局KGO Radioに出演した。
ビジネス・リポーターとして2005年に全米優秀報道賞（2005 National Headliner Awards） を受賞（第一位）。2001年には北カリフォルニア専門分野ジャーナリスト協会（Society of Professional Journalists in Northern California）によって年間最優秀ジャーナリスト（"Journalist of the Year"）に選出された。メディア監視サイトであるグレイド・ザ・ニューズ（Grade the News〔ニュースの格付け〕）は、彼を以下のように評価している。「1999年にワイアド・ニューズ（Wired News）からクロニクル（Chronicle）に登場するようになって、   デヴィッド・ラザルスは、頻繁に記事を書き、影響力のある新聞記者として最たる者の一人となった。」 彼を世に知らしめたのは、「テレマーケッター（電話などによる直接セールス販売員）と戦う "fighting telemarketers"」などの消費者問題に誰も立ち上がれないときに、容赦なく突っ込み、一般の消費者を擁護する強い姿勢だった。
ラザルス は、日本に 数年滞在する間に、日本に関する本を2冊出版し、多くの雑誌に寄稿している。

## ラジオ・テレビ出演
彼はまた、しばしばデータ漏えい問題（en:Data breach） (en:Anthem medical data breach参照) やプライバシー問題で、「ノーマン・ゴールドマンショー」のようなラジオ番組に出演し、専門家としてインタビューを受けている。 また、ロサンゼルスの有力テレビ局（５チャンネル KTLA ）の経済コーナー“Consumer Confidential” にレギュラー出演している。

## 私生活
デヴィッド・ラザルスは、日系人の妻と息子と共に、南カリフォルニアに住んでいる。